# Спор о границе Орегона

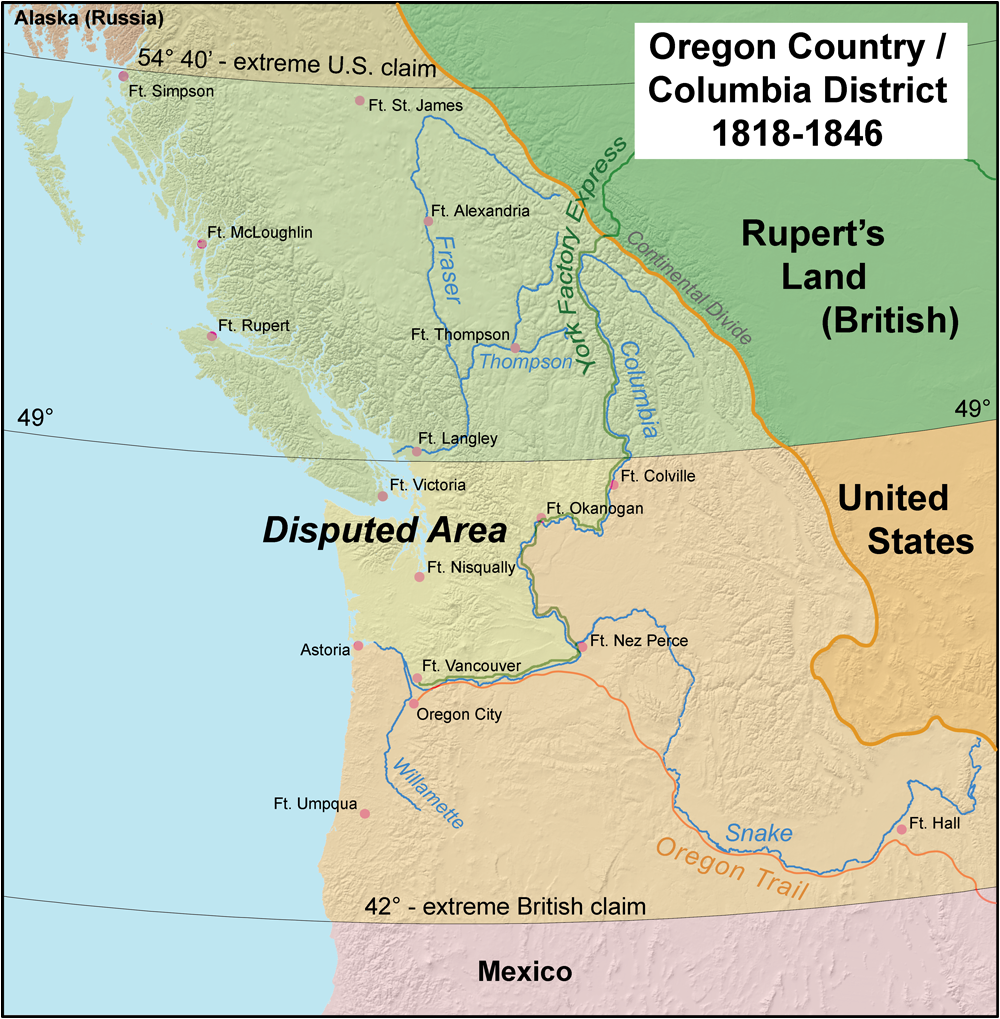
Округ Колумбия/Орегонская страна. Самый спорный участок выделен отдельным цветом

Спор о границе Орегона (также известный как «Орегонский вопрос») — результат конфликта претензий Великобритании и США в районе тихоокеанского побережья северо-западной части Северной Америки в первой половине XIX века. Британцы называли регион «Округом Колумбия» (в соответствии с регионами деятельности Компании Гудзонова залива), американцы — Орегонской страной. Общее определение спорного региона таково: к западу от Скалистых гор, к северу от 42-й параллели (северная граница Новой Испании, а с 1821 года — Мексики), к югу от широты 54°40′ (с 1825 года — южная граница Русской Америки).

## Первоначальная деятельность британцев и американцев
В 1792 году Джордж Ванкувер обнаружил Пьюджет-Саунд и 4 июня объявил его британским владением, назвав в честь Петера Пьюджета — одного из своих офицеров. 12 мая 1792 года американский капитан Роберт Грэй обнаружил устье реки Колумбия и назвал её в честь своего судна «Колумбия Редивия».
В 1805 году американская сухопутная экспедиция Льюиса и Кларка достигла устья реки Колумбия и построила на её южном берегу Форт-Клэтсоп, где её участники провели зиму 1805—1806 годов и запасли провизию для обратного пути.
В 1811 году Дэвид Томпсон, работавший на Северо-Западную компанию, прошел реку Колумбия от начала и до конца. Во время своего путешествия Томпсон расположился лагерем возле устья реки Снейк и 9 июля 1811 соорудил знак с извещением о претензии на эту территорию со стороны Великобритании и заявляющий о намерении Северо-Западной Компании построить факторию на этом месте. Продолжая двигаться вниз по Колумбии, Томпсон достиг устья Колумбии 14 июля 1811, через два месяца после прибытия судна «Тонкин» (Tonquin) Тихоокеанской меховой компании (являющейся дочерней компанией Американской меховой компании Джона Астора). К моменту прибытия Томпсона был уже частично построен Форт-Астор.

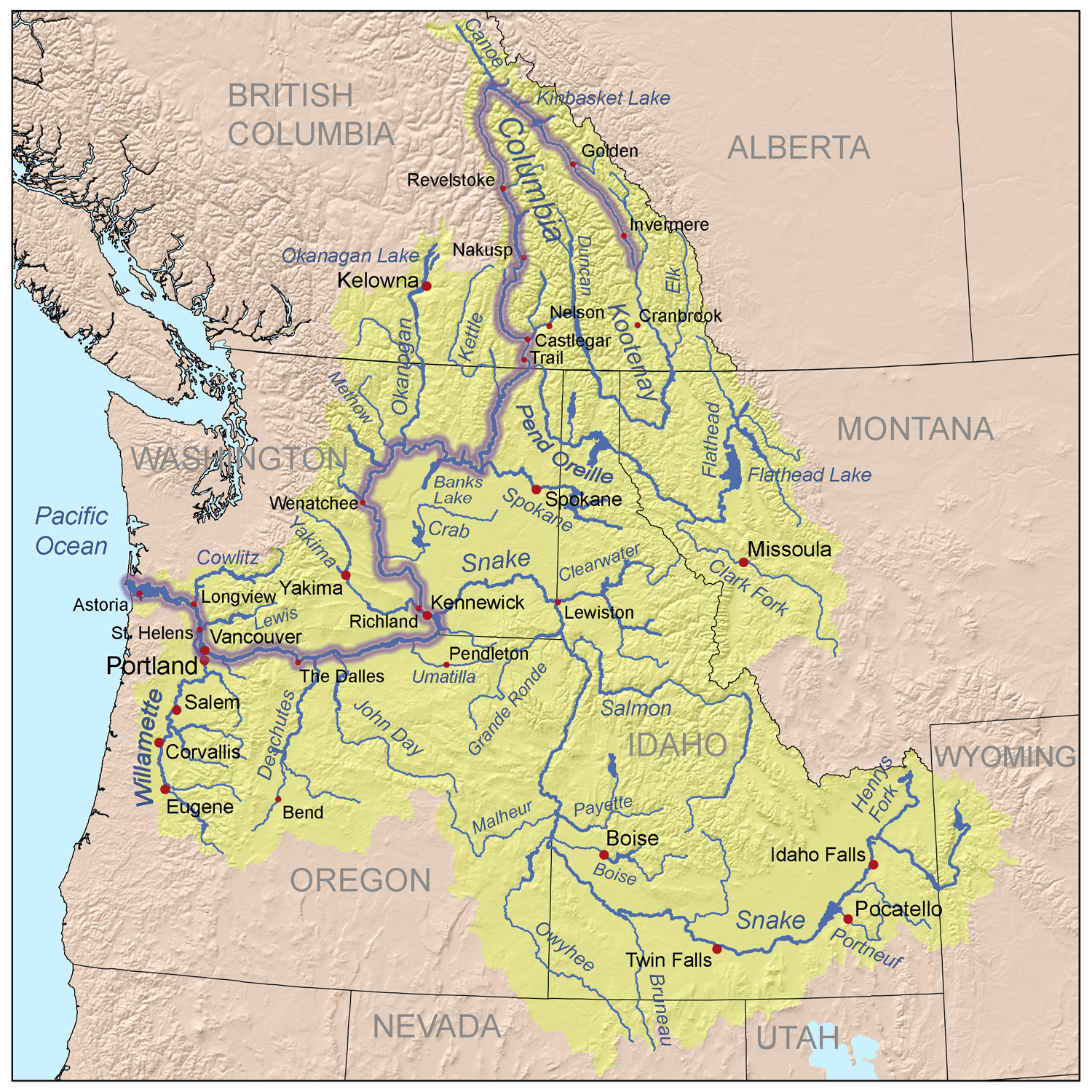
Река Колумбия и её притоки (на фоне современных политических границ)

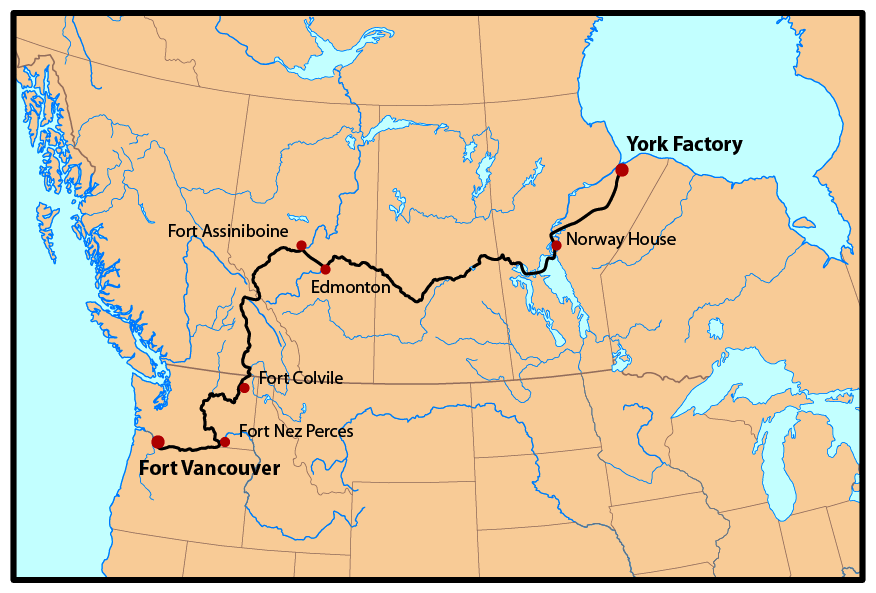
Маршрут Экспресса фактории Йорк (на фоне современных политических границ)

Затем Северо-Западная компания построила Форт Нез-Персес. Тихоокеанская меховая компания решила сделать центром своих операций в глубине континента расположенный севернее Форт-Оканоган, и Форт-Астория вместе с прочими постами Тихоокеанской меховой компании были проданы Северо-Западной компании. Во время войны 1812 года безрассудный командир британского корабля «Ракун» «захватил» форт, который и так находился под британской юрисдикцией. Техническим следствием этого стало то, что согласно Гентскому договору в рамках послевоенного урегулирования форт был возвращён Соединённым Штатам, хотя никакой торговли возобновлено не было.
В соответствии со статьёй III конвенции 1818 года Великобритания и США согласились на то, что стало называться «совместным использованием», отложив разрешение территориальных вопросов на будущее.
В 1821 году Компания Гудзонова залива слилась с Северо-Западной компанией. В том же году британский парламент принял статут, требующий, чтобы Компания применяла законы Верхней Канады в Земле Руперта и Округе Колумбия. Центром деловой активности стала штаб-квартира Компании в Форт-Ванкувере (около современного Ванкувера). Каждый год сюда прибывали суда из Лондона и Индии, привозя припасы и товары и забирая меха. Также дважды в год партии груза переправлялись из Лондона и в Лондон через Гудзонов залив с помощью Экспресса фактории Йорк. Влияние Форт-Ванкувера распространялось от Скалистых гор и Земли Руперта на востоке до Гавайев на западе, от Русской Америки на севере до Мексиканской Калифорнии на юге. В конце 1830-х — начале 1840-х годов на Форт-Руперт работало 34 поста, 24 порта, 6 кораблей и 600 работников.
Первоначальная деятельность американцев в регионе заключалась в постройке Форт-Вильяма, основании Методистской миссии в долине Вилламетт и Миссии Витмэна к востоку от Каскадных гор, постройке лесопилки и мельницы в долине Вилламетт, организации Вилламеттской скотоводческой компании для доставки в долину Вилламетт 600 голов скота, а также посылке судов для добычи морского зверя.
Так как Компания Гудзонова залива официально противодействовала разрешению британско-американского спора, ибо это помешало бы её торговле мехами, то переговоры буксовали в течение десятилетий, не давая возможности провести компромиссную границу по реке Колумбия. Натянутые отношения стали ухудшаться, когда в 1830-х годах в регион стали проникать американские поселенцы, и покатились под откос при возрастании в 1840-х потока переселенцев по Орегонскому пути.

## Совместное использование
В 1818 году британские и американские дипломаты пытались договориться о разграничении взаимных претензий — обе нации претендовали на регион «по праву первооткрывателей» (права коренных жителей в расчёт не принимались). Американцы предлагали провести границу по 49-й параллели, по которой проходила граница между США и Британской Северной Америкой к востоку от Скалистых гор. Британские дипломаты хотели сдвинуть границу южнее, к реке Колумбия, чтобы обеспечить для Компании Гудзонова залива выгодную торговлю мехами вдоль реки. В итоге Конвенция 1818 года постановила, что спорная территория в течение 10 лет будет находиться в совместном использовании (англ. joint occupation).
Второй раунд переговоров, прошедший с 1825 по 1827 годы, не смог найти решения, и потому соглашение о совместном использовании было продлено — на этот раз с условием, что если одна из сторон пожелает отменить соглашение, то она должна за год до этого уведомить другую сторону.
В начале 1840-х годов на переговорах, итогом которых стал договор Уэбстера — Ашбертона, вновь был поднят Орегонский вопрос. Британские дипломаты настаивали на границе по реке Колумбия, а американские по-прежнему отказывались от этого, так как при этом терялся бы доступ к единственному глубоководному порту США на западном побережье. В результате действующее соглашение осталось без изменений. Тем временем всё больше и больше американских переселенцев проникало в спорный регион по Орегонскому пути, и наблюдатели — как американские, так и британские — понимали, что рано или поздно эта ситуация заставит вернуться к решению вопроса.
Компания Гудзонова залива запоздало изменила свою политику по отношению к колонизации. В 1841 году по приказу управляющего Компанией Джорджа Симпсона Джеймс Синклер направил на запад из Колонии Красной реки 200 поселенцев, чтобы закрепить регион за Великобританией.
В 1843 году Джон Кэлхун сделал знаменитое заявление о том, что правительство США должно проводить политику «мудрого и мастерского бездействия», чтобы граница установилась сама собой. В том же году в ходе «Великого переселения» в регион по Орегонскому пути прибыло 700 поселенцев, и было создано Временное правительство Орегона. Однако многие товарищи Кэлхуна по демократической партии вскоре начали поддерживать более активное вмешательство.

## Выборы 1844 года

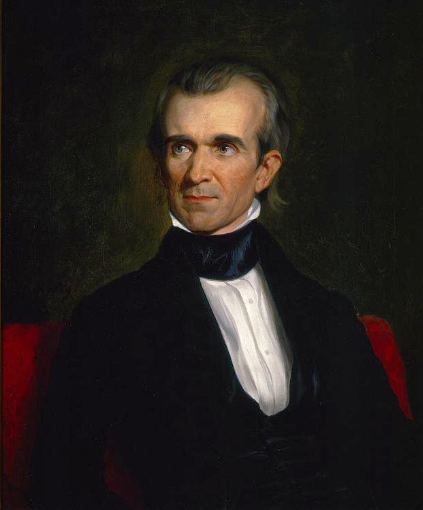
Джеймс Полк, президент США в 1845—1849

На съезде Демократической партии 1844 года была выработана партийная платформа, призывающая к аннексии Техаса и настаивающая, чтобы Соединённые Штаты сделали «чёткое и недвусмысленное» заявление на «весь» Орегон, и что «ни одна его часть не должна быть отдана Великобритании или какой-либо иной державе». Связав диспут об Орегоне с более спорным Техасским вопросом, демократы сумели угодить как «северным экспансионистам», так и «южным экспансионистам», и кандидат от демократов Джеймс Полк с небольшим перевесом одержал победу над кандидатом от вигов Генри Клеем — в частности потому, что последний выступал против экспансии.
В 1845 году, на инаугурационной церемонии, Полк процитировал партийную платформу, заявив, что права США на Орегон являются «чёткими и недвусмысленными». Напряжение нарастало, обе стороны начали возводить укрепления на границе, готовясь к войне. Однако, несмотря на резкие заявления, Полк был готов к компромиссу и не собирался воевать из-за Орегона. Он полагал, что жёсткая позиция заставит британцев согласиться на условия, выгодные для США. Однако позиция Полка по орегонскому вопросу не была позёрской: он действительно считал, что США имеют законные права на весь регион. Он отверг британское предложение об арбитраже, полагая, что незаинтересованной третьей стороны найти не удастся.
Джордж Гордон, граф Абердин, бывший министром иностранных дел в правительстве Роберта Пиля, также не собирался вступать в войну из-за региона, чьё экономическое значение для Великобритании становилось всё меньше. Соединённые Штаты были важным торговым партнёром, а голод в Ирландии вызвал в Великобритании продовольственный кризис, породив большую нужду в американском зерне. Абердин уже решил согласиться на американское предложение о границе по 49-й параллели, и проинструктировал Ричарда Пэкинхэма (посол Британии в США) продолжать переговоры.

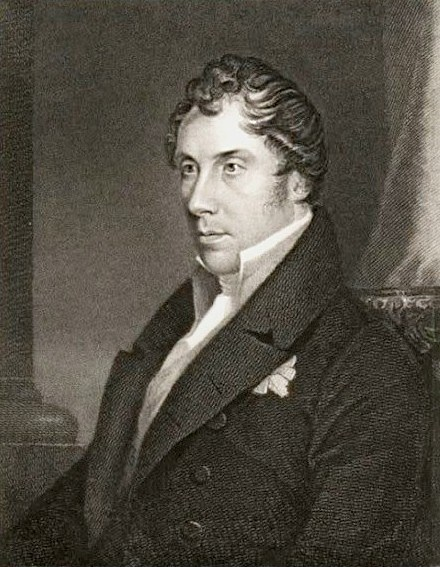
Джордж Гордон, граф Абердин, министр иностранных дел Великобритании в 1841—1846

С другой стороны, Абердин и Пэкенхэм вели переговоры с позиции силы, опираясь на гигантскую морскую мощь Великобритании. Локальные интересы на месте защищал 80-пушечный линкор «Коллингвуд» под командованием Джорджа Сеймура, которому на помощь в период кризиса был придан 74-пушечный корабль «Америка» под командованием Джона Гордона, младшего брата британского министра иностранных дел.
Британские политики и флотоводцы в итоге осознали, что любой конфликт касательно границ Орегона, пусть и нежелательный, надо будет решать, как и в войне 1812 года, на восточном побережье США и на Великих озёрах, где на чашу весов может быть брошена вся британская морская мощь. Маклейн (американский посол в Великобритании) сообщил из Лондона, что британцы «готовы немедленно отправить порядка 30 линкоров, а в резерве у них пароходы и другие суда». Блеф Полка получил достойный отпор.
Однако, несмотря на это, мастерская дипломатия Пиля дала Полку шанс отступить, которым он с удовольствием воспользовался. Никто не хотел повторения войны 1812 года, да и в условиях отсутствия надежды на французскую помощь у Полка не оставалось особого выбора.
В то время как Компания Гудзонова залива постепенно утрачивала влияние в орегонском регионе, её интересы всё более смещались в сторону судоходства, что привело к тому, что река Колумбия стала не столь важной, как остров Ванкувер. Торговля и судоходства были бы защищены с развитием там военно-морской базы и базированием флотской эскадры.
Несмотря на то, что на месте конфликта кораблей было не так уж и много, общее гигантское превосходство над американским флотом позволило британским политикам защитить свои основные интересы против грубого напора американских политиков, сохранить остров Ванкувер и избежать потенциальной дорогостоящей и разорительной войны с основным торговым партнёром, тогда как события в Европе требовали гораздо большего внимания.
Фактором, усложнявшим переговоры, был вопрос о навигации по реке Колумбия. Предшественник Полка — Джон Тайлер — предлагал британцам неограниченные права пользования рекой в обмен на согласие на границу по 49-й параллели. Летом 1845 года администрация Полка вновь предложила разделить регион по 49-й параллели, но на этот раз без упоминания прав на судоходство по реке. Так как это предложение поступило вскоре после предыдущего предложения Тайлера, Пэкенхэм отказался от предложения до согласования вопроса с Лондоном. Будучи оскорблённым, Полк официально отозвал предложение 30 августа 1845 года и прервал переговоры. Абердин отчитал Пэкенхэма за дипломатическую близорукость и попытался возобновить диалог, однако Полк стал подозрительным по отношению к британским намерениям и, находясь под давлением сторонников жёсткой линии, отказался от возобновления переговоров.

## Лозунги и военный кризис
Тем временем многие газетчики в США требовали от Полка объявить американским весь спорный регион, как и было обещано демократами в предвыборной кампании 1844 года. В ноябре 1845 года в прессе появлялись заголовки вида «Весь Орегон или ничего». 27 декабря 1845 года в своей колонке в «New York Morning News» редактор Джон О’Салливан написал, что Соединённые Штаты должны предъявить свои права на весь Орегон «по праву того, что нам предначертано Судьбой владеть всем континентом». Вскоре после этого слова про «предначертание Судьбы» стали стандартной фразой экспансионистов, и постоянной фразой американского политического лексикона. О’Салливановская версия «предначертания Судьбы» ещё не была призывом к войне, но вскоре такие призывы последовали.
В своём ежегодном послании Конгрессу 2 декабря 1845 года Полк порекомендовал отправить британцам требуемое уведомлении об окончании через год совместного использования Орегона. В конгрессе экспансионисты из числа Демократов со Среднего Запада, лидерами которых были сенаторы Льюис Кэсс от Мичигана, Эдвард Ханнеган от Индианы и Вильям Аллен от Огайо, призывали к войне с Великобританией в случае, если не будет границы по широте 54°40′ (южная граница Русской Америки). Появившийся в январе 1846 года лозунг «54°40′ или война!» был подхвачен демократической прессой (в некоторых источниках эта фраза ошибочно считается лозунгом избирательной кампании 1844 года).
Призывы к войне подпитывались традиционной англофобией, а также верой в то, что претензии США являются более обоснованными, и что Соединённые Штаты смогут лучше использовать земли Орегона. Умеренные опасались, что США не смогут победить в войне против сильнейшей державы мира, и полагали, что территориальных целей США можно достичь путём переговоров. Хотя дебаты и не имели строгого разделения по партиям или фракциям, но всё же многие из тех, кто призывали к границе по широте 54°40′, были северянами, которые опасались, что Полк (рабовладелец-южанин), столь бескомпромиссный в вопросе Техаса (сильно волновавшем рабовладельцев с юга), будет более уступчивым в вопросе Орегона.

## Решение вопроса и договор

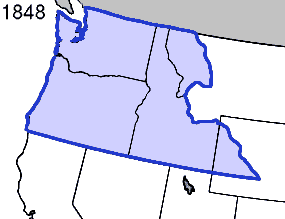
Территория Орегон, образованная после подписания Орегонского договора

Хотя Полк призвал в Конгрессе принять резолюцию об окончании совместного владения Орегоном ещё в декабре 1845 года, совместное заседание двух палат состоялось лишь 23 апреля 1846 года. Прохождение резолюции было замедлено долгими дебатами (особенно в Сенате), и в итоге была принята мягкая резолюция, призывающая оба правительства решить вопрос по-дружески. В отличие от демократов с Запада, большинство конгрессменов — как и Полк — не желали воевать за широту 54°40′.
После этого администрация Полка дала знать, что британское правительство могло бы выдвинуть свои предложения по разрешению вопроса. Время было существенным фактором, так как было очевидно, что правительство Пиля падёт после неминуемой отмены хлебных законов, а тогда переговоры придётся начинать заново, с новым министром. Абердин и Маклейн быстро выработали проект компромисса и отправили его в США. Там на его основе Пэкенхэм и госсекретарь Бьюкенен написали соглашение, известное как «Орегонский договор», который был ратифицирован Сенатом 18 июня 1846 года 41 голосом «за» при 14 голосах «против». Договор устанавливал границу по 49-й параллели, как и предлагали США, с правом для проживающих в регионе подданных Великобритании на навигацию по реке Колумбия. Сенатор Вильям Аллен, который был одним из основных идеологов границы по широте 54°40′, почувствовал себя преданным Полком, и отказался от председательства в комитете по иностранным делам.

## Исторические карты
На различных картах того времени граница между британскими и американскими владениями была проведена по-разному:

Американская карта 1841 года, показывающая в качестве границы широту 54°40′
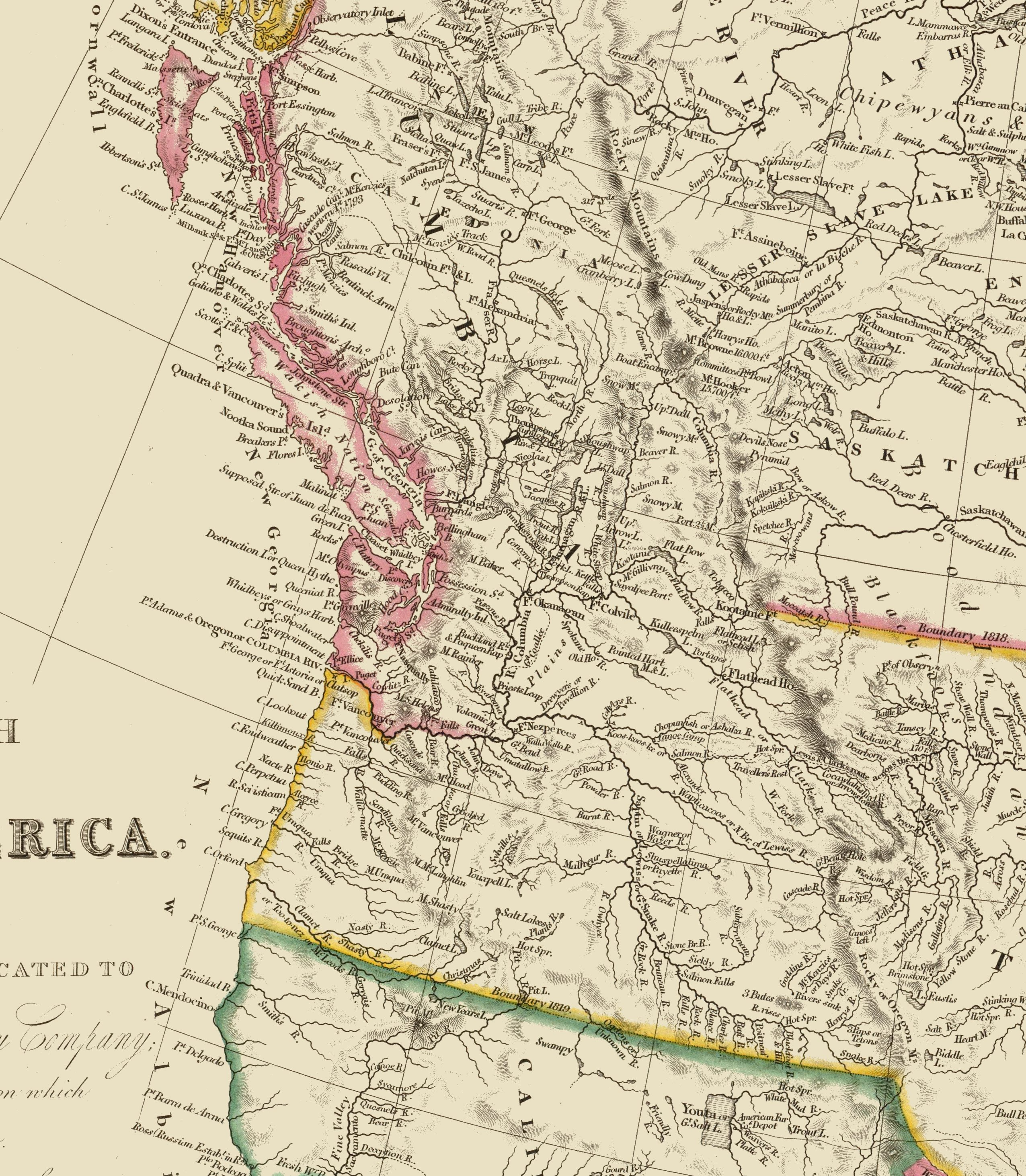
Британская карта 1844 года, показывающая в качестве границы реку Колумбия
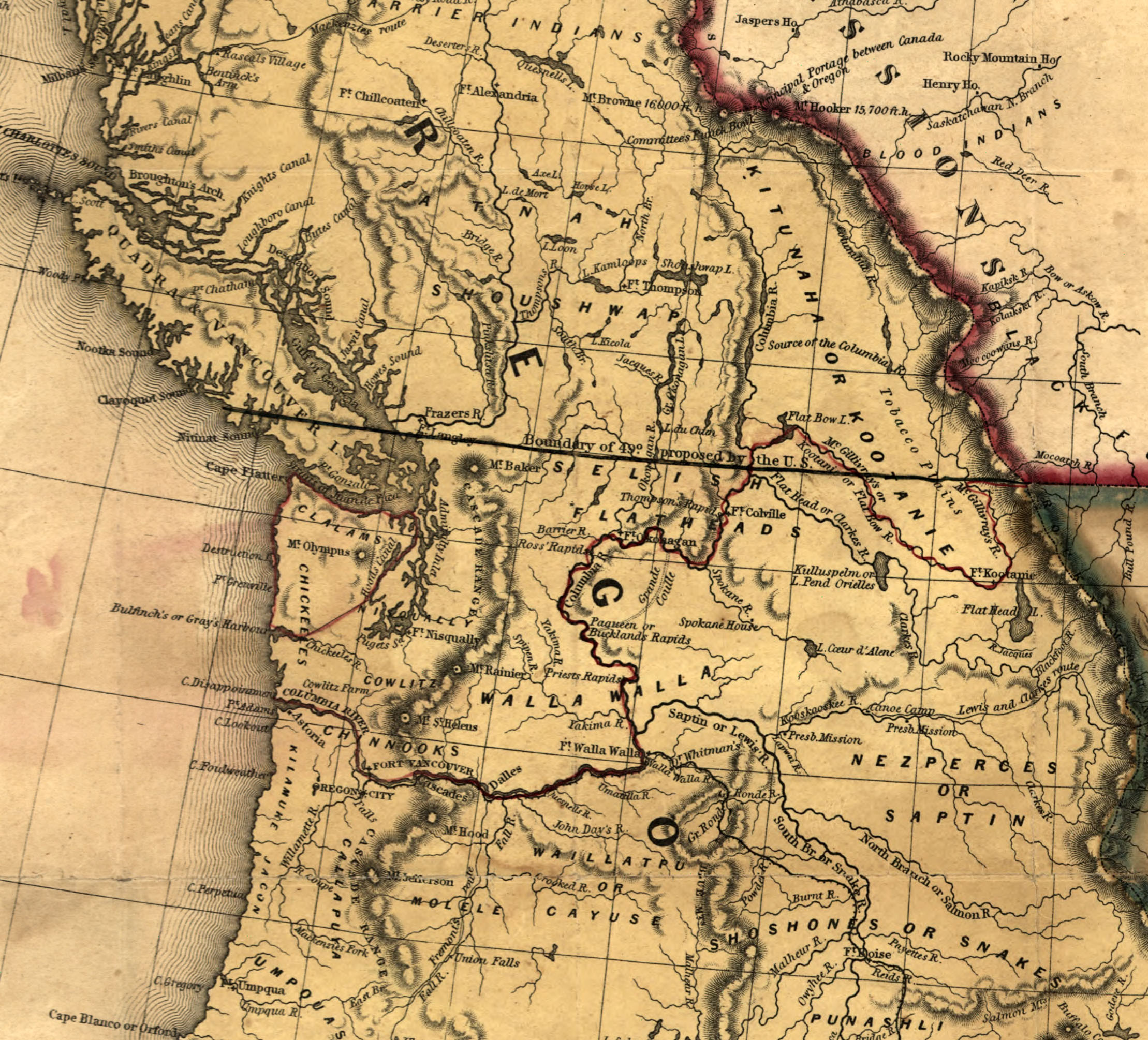
Карта 1846 года, показывающая в качестве границы 49-ю параллель, разрезающую остров Ванкувер